# Kyren Wilson
Kyren Wilson (n. 23 decembrie 1991, Kettering, Anglia, Regatul Unit) este un jucător englez de snooker, câștigător al titlului de campion mondial în 2024.
Se află pe poziția a doua mondială din septembrie 2024, cel mai bun loc din cariera sa. A realizat breakul maxim de cinci ori, la Campionatul Internațional din 2017, Openul Galez din 2020 și Campionatul Regatului Unit, tot în 2020, la Campionatul Mondial în 2023 și la Championship League în 2024. Wilson a câștigat zece titluri în carieră în turnee de clasament.

## Finalele carierei

### Finale în turnee de clasament: 18 (10 titluri)
| Legendă                   |
| Campionatul Mondial (1–1) |
| Altele (9–7)              |

| Rezultat | Nr. | An   | Turneu                   | Adversar          | Scor  | Ref.   |
| Campion  | 1.  | 2015 | Mastersul de la Shanghai | Judd Trump        | 10–9  | [ 3 ]  |
| Finalist | 1.  | 2016 | Indian Open              | Anthony McGill    | 2–5   | [ 4 ]  |
| Finalist | 2.  | 2017 | Openul Mondial           | Ding Junhui       | 3–10  | [ 5 ]  |
| Finalist | 3.  | 2017 | Openul Englez            | Ronnie O'Sullivan | 2–9   | [ 6 ]  |
| Campion  | 2.  | 2018 | Paul Hunter Classic      | Peter Ebdon       | 4–2   | [ 7 ]  |
| Campion  | 3.  | 2019 | Mastersul German         | David Gilbert     | 9–7   | [ 8 ]  |
| Finalist | 4.  | 2020 | Openul Galez             | Shaun Murphy      | 1–9   | [ 9 ]  |
| Finalist | 5.  | 2020 | Gibraltar Open           | Judd Trump        | 3–4   | [ 10 ] |
| Finalist | 6.  | 2020 | Campionatul Mondial      | Ronnie O'Sullivan | 8–18  | [ 11 ] |
| Campion  | 4.  | 2020 | Championship League      | Judd Trump        | 3–1   |        |
| Finalist | 7.  | 2022 | Gibraltar Open (2)       | Robert Milkins    | 2–4   |        |
| Campion  | 5.  | 2022 | Mastersul European       | Barry Hawkins     | 9–3   |        |
| Finalist | 8.  | 2023 | Tour Championship        | Shaun Murphy      | 7–10  |        |
| Campion  | 6.  | 2024 | Campionatul Mondial      | Jak Jones         | 18–14 | [ 12 ] |
| Campion  | 7.  | 2024 | Xi'an Grand Prix         | Judd Trump        | 10–8  |        |
| Campion  | 8.  | 2024 | Openul Irlandei de Nord  | Judd Trump        | 9–3   |        |
| Campion  | 9.  | 2025 | Mastersul German         | Barry Hawkins     | 10–9  |        |
| Campion  | 10. | 2025 | Players Championship     | Judd Trump        | 10–9  |        |

### Finale în turnee invitaționale: 10 (4 titluri)
| Legendă                     |
| The Masters (0–2)           |
| Campionul Campionilor (0–1) |
| Altele (4–3)                |

| Rezultat | Nr. | An   | Turneu                           | Adversar          | Scor | Ref.   |
| Campion  | 1.  | 2017 | Jocurile Mondiale                | Ali Carter        | 3–1  |        |
| Finalist | 1.  | 2018 | The Masters                      | Mark Allen        | 7–10 | [ 13 ] |
| Campion  | 2.  | 2018 | Campionatul Mondial 6-bile roșii | Ding Junhui       | 8–4  | [ 14 ] |
| Finalist | 2.  | 2018 | Campionul Campionilor            | Ronnie O'Sullivan | 9–10 | [ 15 ] |
| Finalist | 3.  | 2019 | Paul Hunter Classic              | Barry Hawkins     | 3–4  | [ 16 ] |
| Campion  | 3.  | 2021 | Championship League Invitational | Mark Williams     | 3–2  | [ 17 ] |
| Finalist | 4.  | 2024 | Helsinki International Cup       | Ali Carter        | 3–6  |        |
| Finalist | 5.  | 2025 | The Masters                      | Shaun Murphy      | 7–10 |        |
| Finalist | 6.  | 2025 | Championship League              | Mark Selby        | 0–3  |        |
| Campion  | 4.  | 2025 | Mastersul de la Shanghai         | Ali Carter        | 11–9 |        |

### Finale la amatori: 2 (1 titlu)
| Rezultat | Nr. | An   | Turneu         | Adversar       | Scor | Ref.   |
| Finalist | 1.  | 2009 | PIOS – Event 3 | Paul Davison   | 4–6  | [ 18 ] |
| Campion  | 1.  | 2010 | PIOS – Event 6 | Liam Highfield | 6–4  | [ 18 ] |